# Front (militar)
Un front és una frontera reivindicada per forces oposades.
Un front pot ser local o tan gran com un Teatre d'operacions, i pot ser tàctic.
Com a exemples podem trobar Front occidental en la frontera entre França i Alemanya a la Primera Guerra Mundial.
- El front domèstic s'ha usat per establir les activitats del sector civil d'un estat en guerra, incloent la producció de material de guerra.
- Durant la Guerra Poloneso-Soviètica i la Segona Guerra Mundial, els exèrcits polonès i soviètic usaven el terme front per designar un grup d'exèrcits.